# 鴇澤亜妃子
鴇澤 亜妃子（ときざわ あきこ、1969年 - ）は、日本の小説家、ファンタジー作家。書店員。

## 経歴・人物
神奈川県出身。東洋大学印度哲学科卒業。18歳のとき、購読していた雑誌の小説新人賞に初めて投稿し入選、誌面に名前が掲載されたことをきっかけとして、作家を目指した。2000年、投稿作「Ten Years」が第7回ホワイトハート大賞（講談社）佳作となるが、作品刊行には至らなかった。2003年、投稿作「Heavenly Blue」が第5回日本SF新人賞にて最終候補作となったが落選。2015年、ときざわあきこ名義で投稿した「モノガミ狩り」が第1回創元ファンタジイ新人賞の最終候補作に選ばれる。2017年、再度投稿した第2回創元ファンタジイ新人賞を幻想小説「宝石鳥」で受賞し、デビューに至った。
高校時代に文芸部で物語を書きはじめ、ほどなくしてファンタジーの世界にのめりこんだ。当時最も影響を受けたのはSF・やおい小説作家である野阿梓の作品であったと述べている。

## 作品リスト

### 単行本
- 宝石鳥（2017年8月 東京創元社 ISBN 978-4-488-02775-9）
- 飢え渇く神の地（2019年4月 創元推理文庫 ISBN 978-4-488-55105-6）
- 白き女神の肖像（2020年12月 東京創元社 ISBN 978-4-488-02814-5）

### 単行本未収録
小説
- 「盃」:『小説すばる』2021年9月号（集英社）掲載

エッセイ
- 「私の一冊 小栗虫太郎『日本探偵小説全集6 小栗虫太郎集』」:『ミステリーズ!』vol.94 APRIL 2019（東京創元社）掲載
- 「最高のひと皿」:『小説すばる』2021年3月号（集英社）掲載